# Steven Sasson

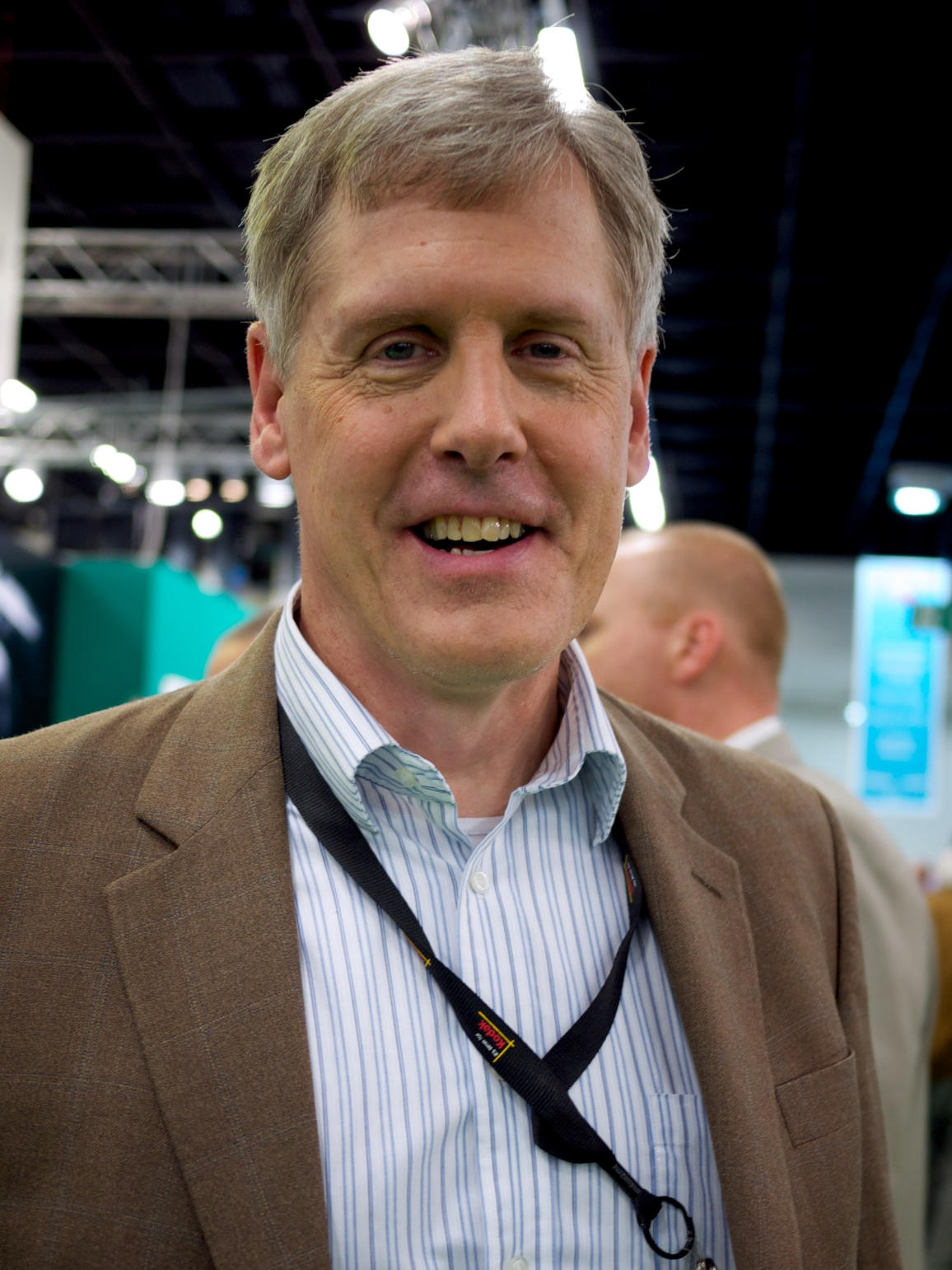
Steve Sasson tijdens Photokina (2010)

Steven J. Sasson (Brooklyn (New York), 4 juli 1950) is een Amerikaans elektrotechnisch ingenieur en uitvinder van de digitale camera.
Na zijn afstuderen kwam Sasson als elektrotechnische ingenieur terecht bij de Eastman Kodak Company. Zijn uitvinding kwam tot stand in 1975 toen hij van zijn supervisor Gareth A. Lloyd de brede opdracht kreeg om een fototoestel te maken met halfgeleider elektronica. Het principe van de elektronische camera was destijds niet nieuw. Al in 1972 had Texas Instruments Inc. een elektronische camera ontwikkeld, niet met digitale technologie maar met analoge componenten.
Voor zijn digitale fotocamera maakte Sasson gebruik van diverse elektronische componenten die in die tijd algemeen beschikbaar waren, waaronder een analoog-digitaalomzetter van Motorola, een Kodak-filmcameralens en charge-coupled device (CCD)-beeldprocessor. Deze optische beeldchips waren twee jaar daarvoor door Fairchild Semiconductor op de markt gebracht. De benodigde elektronische schakeling bouwde hij zelf. In december 1975 was zijn prototype klaar – zo groot als een broodrooster en 3,6 kg zwaar.
De eerste foto nam hij van een laboratoriumassistente. Het duurde 23 seconden om de zwart-witfoto, opgenomen met een resolutie van 0,01 megapixels (10.000 pixels), digitaal weg te schrijven op een cassettebandje. Het duurde nog eens 23 seconden om het weer van de cassette uit te lezen alvorens het op een televisiescherm verscheen. Het resultaat was in eerste instantie bedroevend – niet veel meer dan de contour van haar gezicht was zichtbaar met weinig detail. Na wat aanpassingen in het elektronische circuit kreeg Sasson zijn camera aan de praat. In 1978 kreeg Sasson samen met Lloyd octrooi op de digitale fotocamera.
Hoewel gepensioneerd werkt Sasson nog steeds parttime voor Kodak. Hij houdt zich vooral bezig met het beschermen van het intellectueel kapitaal van zijn voormalige werkgever.
- Gemeinsame Normdatei: 136716296
- International Standard Name Identifier: 0000 0000 5618 3855
- Virtual International Authority File: 81014477
- WorldCat: E39PBJvRVtH4QHpvgVFm4cYHG3